# Andrea Politti
Andrea Politti (Godoy Cruz, Mendoza; 4 de enero de 1964) es una actriz y presentadora argentina. Como actriz ha participado en proyectos de cine, teatro y televisión. Como presentadora, Andrea condujo varios programas de televisión, dentro de los más destacados, son:  12 corazones, Canta conmigo Argentina, Los unos y los otros, Ojos que no ven y Corte y confección y Turno tarde.

## Carrera
Su carrera como actriz fue en teatro con la obra América de Franz Kafka en el teatro Payro. Siguiendo una extensa lista de obras en las que Confesiones de Mujeres de 30, fue un éxito y se mantuvo en cartel durante cinco años. En cine realizó Facundo la sombra del tigre de Nicolás Sarquis, Un peso, un dólar de Gabriel Horizontal/Vertical de Nico Tuozzo. En televisión cosechó grandes éxitos Los Machos, Resistiré, Pan Caliente, etc. 
Como conductora debuta en Telefe en el programa Una para todas en el año 2002. Sigue con 12 corazones éxito de las tardes del Canal 13 que primero fue conducido por la actriz puertorriqueña-argentina Claribel Medina. Hizo participaciones especiales en varios unitarios como protagonista, entre los que se destaca Los Simuladores en Telefe. 
De 2006 al 2008 condujoCuestión de peso en Canal 13. En 2009 condujo Canta Conmigo Argentina, programa de entretenimientos, también por las tardes de este mismo canal, el mismo que le propuso conducir el regreso de Cuestión de Peso a la televisión, pero Politti no acepta diciendo que ya era un ciclo cumplido. 
En 2011 aceptó la propuesta de cambiarse, por primera vez, al canal América TV, para conducir Los unos y los otros, un talk show que se propone ser diferente. Politti aseguró que quería conducir otro tipo de programa y cambiar de canal para renovar su imagen. El programa fue un éxito en América. 
En 2013 vuelve al teatro como actriz protagónica, en el Teatro Metropolitan con una exitosa obra de José María Muscari, El Secreto de la vida. En 2016, regresa a la pantalla de América, con el programa Los unos y los otros. 
En 2018 fue la conductora del programa de televisión Ojos que no ven. Estrena obra teatral «Falladas» de José María Muscari en el Multiteatro, compartiendo escena con Patricia Palmer, Laura Novoa, Cecilia Dopazo y Martina Gusman. 
Desde 2019 hasta 2021, Andrea condujo el reality show de moda Corte y confección, programa que obtuvo tres temporadas y una temporada estelar con celebridades; y que es propiedad de LaFlia Contenidos, productora del afamado periodista y dirigente deportivo, empresario, productor y también presentador de televisión Marcelo Tinelli.

## Vida personal
Es hija del actor Luis Politti, fallecido en exilio en España, y la pianista María Teresa Rubio.
Está en pareja con Fernando Hagelstrom, con quien tiene un hijo llamado Galo, nacido en 2002.

## Filmografía

### Ficciones de televisión
| Año       | Título                      | Personaje                | Canal      | Notas                                |
| --------- | --------------------------- | ------------------------ | ---------- | ------------------------------------ |
| 1987      | Somos porque fuimos         | Ana / Andrea             | ATC        | Nunca emitida                        |
| 1989      | La noticia rebelde          | Andrea                   | ATC        |                                      |
| 1989      | La bonita página            | Laura                    | ATC        |                                      |
| 1991      | Manuela                     | Luisa                    | Canal 13   |                                      |
| 1992      | Sex a pilas                 | Rosarito                 | Canal 13   | Programa especial de Jorge Guinzburg |
| 1993      | Vivo con un fantasma        | Verónica                 | Canal 13   |                                      |
| 1994-1995 | Los machos                  | Romina                   | Canal 13   |                                      |
| 1995      | Nueve lunas                 | Cecilia                  | Canal 13   |                                      |
| 1996-1997 | Como pan caliente           | Alicia                   | Canal 13   |                                      |
| 1997      | Archivo negro               | Natalia                  | Canal 13   |                                      |
| 1999      | La mujer del Presidente     | Erica Moyano             | Telefe     |                                      |
| 2000      | Estación de noche           | Gabriela Méndez          | Telefe     |                                      |
| 2000      | Calientes                   | Mariana Panzeli          | Canal 13   |                                      |
| 2001      | Culpables                   | Ana María                | Canal 13   |                                      |
| 2001      | El sodero de mi vida        | Graciela                 | Canal 13   |                                      |
| 2001      | El club de la comedia       | Varios personajes        | Canal 13   |                                      |
| 2002      | Son amores                  | Carina                   | Canal 13   |                                      |
| 2002      | Los simuladores             | Alicia                   | Telefe     | Episodio 4: "El testigo español"     |
| 2003      | Resistiré                   | Inés Podestá             | Telefe     |                                      |
| 2006      | Doble venganza              | Sonia Martínez / Pedraza | Canal 9    |                                      |
| 2007      | Los cuentos de Fontanarrosa | Viviana                  | TV Pública | Episodio: "Ella dijo"                |
| 2008      | Patito feo                  | Marizza Bernardi         | Canal 13   |                                      |
| 2011      | Maltratadas                 | Nora                     | América TV | Episodio 3: "Por amor"               |
| 2012      | Dulce amor                  | Ella misma               | Telefe     | Cameo                                |
| 2014      | Quererte bien               | Carolina                 | Canal 13   | Especial de Fundación Huésped        |

### Programas de televisión
| Año            | Programa                                   | Canal      | Rol                     |  |
| -------------- | ------------------------------------------ | ---------- | ----------------------- |  |
| 2002           | Una para todas                             | Telefe     | Conductora              |  |
| 2004-2005      | 12 corazones                               | Canal 13   | Conductora              |  |
| 2006-2008      | Cuestión de peso                           | Canal 13   | Conductora              |  |
| 2008           | Yo quiero ser la protagonista de Hairspray | Canal 13   | Conductora              |  |
| 2009           | Canta Conmigo Argentina                    | Canal 13   | Conductora              |  |
| 2011-2013-2016 | Los unos y los otros                       | América TV | Conductora              |  |
| 2018           | Ojos que no ven                            | El Trece   | Conductora              |  |
| 2019-2020      | Corte y confección                         | El Trece   | Conductora              |  |
| 2019           | Un sol para los chicos                     | El Trece   | Conductora              |  |
| 2020           | El gran premio de la cocina                | El Trece   | Conductora de reemplazo |  |
| 2021           | Corte y confección: Famosos                | El Trece   | Conductora              |  |
| 2022           | Turno tarde, chicos contra grandes         | El Trece   | Conductora              |  |

### Cine
| Año  | Película                     | Personaje        | Director        |
| ---- | ---------------------------- | ---------------- | --------------- |
| 1994 | Facundo, la sombra del tigre | Severa Villafañe | Nicolás Sarquís |
| 2006 | 1 peso, 1 dólar              | Viviana          | Gabriel Condron |
| 2009 | Horizontal/vertical          | Mariela          | Nicolás Tuozzo  |
| 2018 | El amor menos pensado        | Betaldi          | Juan Vera       |

## Teatro
| Año       | Obra                                    | Teatro                                    | Dirección           |
| --------- | --------------------------------------- | ----------------------------------------- | ------------------- |
| 1983      | América                                 | Teatro Payró                              | Miguel Guerberoff   |
| 1985      | Muy rápido, muy frágil                  | Teatro Payró                              | Javier Daulte       |
| 1986      | Manosanta                               | Teatro Nacional Cervantes                 |                     |
| 1986      | ¿De qué se ríen?                        | Teatro Nacional Cervantes                 | Onofre Lovero       |
| 1987      | Pero... ¿seguro, seguro?                | Centro Cultural San Martín                |                     |
| 1987      | Guernica                                | Centro Cultural San Martín                | Ricardo Miguelez    |
| 1988      | Momentos con imaginación                | Centro Parakultural                       | Ella misma          |
| 1990      | Los muchachos de antes no usaban gomina | Teatro Presidente Alvear                  | Homero Cárpena      |
| 1991      | Amores equivocados                      | Complejo Teatral Enrique Santos Discépolo | Carlos Moreno       |
| 1991      | Homenaje a Oliverio Girondo             | Complejo Teatral Enrique Santos Discépolo |                     |
| 1991      | Facundo Quiroga, la sombra del tigre    |                                           |                     |
| 1993      | El chalé de Gardel                      | Complejo Teatral Enrique Santos Discépolo | Carlos Moreno       |
| 1993      | Las nieves del tiempo                   | Teatro de la Ranchería                    | Leonardo Golobof    |
| 1994      | Gambas Gauchas                          | La Trastienda                             | Helena Tritek       |
| 1994      | Hermanos de sangre                      | Metropolitan 2                            | Martín Blanco       |
| 1995      | Volvió una noche                        | Paseo La Plaza                            | Julio Baccaro       |
| 1996-2000 | Confesiones de mujeres de 30            |                                           | Lía Jelín           |
| 2001-2002 | El último de los amantes ardientes      | Metropolitan 2                            | Carlos Evaristo     |
| 2002      | Acaloradas                              | Multiteatro                               | Carlos Rottermberg  |
| 2013      | El don de la palabra                    | Teatro Picadilly                          | Alejandro Tantanian |
| 2016      | Falladas                                | Multiteatro Comafi                        | José María Muscari  |
| 2021-2022 | Díganlo con mímica                      | Multiteatro Comafi                        | Nelson Valente      |
| 2022-2023 | Tijeras salvajes                        | Multiteatro Comafi                        | Manuel González Gil |
| 2024      | Porteñas                                | Teatro Astral                             | Manuel González Gil |

## Premios

### Premios Martín Fierro
| Año  | Categoría                 | Trabajo Nominado     | Resultado | Ref.  |
| ---- | ------------------------- | -------------------- | --------- | ----- |
| 2005 | Revelación                | 12 corazones         | Nominada  | [ 1 ] |
| 2005 | Mejor Conducción Femenina | 12 corazones         | Nominada  | [ 1 ] |
| 2006 | Mejor Conducción Femenina | 12 corazones         | Nominada  | [ 2 ] |
| 2007 | Mejor Conducción Femenina | Cuestión de peso     | Nominada  | [ 3 ] |
| 2008 | Mejor Conducción Femenina | Cuestión de peso     | Nominada  | [ 4 ] |
| 2012 | Mejor Conducción Femenina | Los unos y los otros | Nominada  | [ 5 ] |
| 2013 | Mejor Conducción Femenina | Los unos y los otros | Nominada  | [ 6 ] |
| 2014 | Mejor Conducción Femenina | Los unos y los otros | Ganadora  | [ 7 ] |